# Dornfingerspinnen
Die Dornfingerspinnen (Cheiracanthiidae, Syn.: Eutichuridae) sind eine Familie der Echten Webspinnen (Araneomorphae). Die Familie ist weltweit verbreitet und umfasst aktuell 12 Gattungen und 351 Arten.

## Systematik
Der World Spider Catalog listet für die Dornfingerspinnen aktuell 12 Gattungen und 351 Arten. (Stand: Dezember 2018)
- Calamoneta Deeleman-Reinhold, 2001
- Calamopus Deeleman-Reinhold, 2001
- Dornfinger – Cheiracanthium C. L. Koch, 1839
- Cheiramiona Lotz & Dippenaar-Schoeman, 1999
- Ericaella Bonaldo, 1994
- Eutichurus Simon, 1897
- Lessertina Lawrence, 1942
- Macerio Simon, 1897
- Radulphius Keyserling, 1891
- Strotarchus Simon, 1888
- Summacanthium Deeleman-Reinhold, 2001
- Tecution Benoit, 1977